# Adriano Clan
Adriano Clan (укр. «Клан Адріано») — італійська музично-розважальна телепередача співака та кіноактора Адріано Челентано, яка транслювалася на каналі Rai 1. Вийшло два випуски — 25 квітня 1964 року і 2 жовтня 1965 року.

## Опис
«Adriano Clan» — стала першою авторською телепередачею Адріано Челентано. У передачі брали участь друзі Челентано з власної студії звукозапису «Clan Celentano» (Джино Сантерколе, Мікі Дель Прете, Дон Бакі, Лоренцо Пілат, Детто Маріано, Мілена Канту й інші). Крім виконання пісень, у передачі використовували жарти та пародії, написані гумористами Кастеллано і Піполо. Тривалість випусків передачі складала приблизно 1 годину.

## Дівчина Клану
Ще однією складовою телепередачі був проєкт Челентано, під назвою «Дівчина „Клану“». Протягом передачі за матовим склом дверей з'являвся силует дівчини, яка співала пісню «Eh! gia…», а потім вийшла платівка під назвою «Дівчина „Клану“» («La Ragazza del Clan»). У назві платівки була інтрига, тому що ніхто не знав кому цей титул належав. За силуетом і зачіскою вона більше походила на тодішню дівчину Челентано — Клаудію Морі, яка незабаром стала його дружиною. У колишньої нареченої Челентано, Мілени Канту, було довге волосся — тому глядачі не асоціювали «Дівчину „Клану“» з нею. Були й інші версії пояснення, хто криється за таємною персоною. Челентано підтримував інтригу максимально довго, оскільки тиражі платівок цього проєкту були дуже високими. Існувало дві точки зору щодо цієї ідеї Адріано. Одна з них полягала у тому, що проєкт створений саме для Мілени й, тим самим, Челентано намагався згладити гіркоту розставання між ним і нею, давши їй можливість проявитися в студії «Clan Celentano», стати першою жінкою в її складі та просунути її кар'єру співачки. Інші вважали проєкт «Дівчина „Клану“» призначеним для Клаудії Морі, яка з якихось причин не стала брати участь у ньому. Також є гіпотеза, що інтригу довго підтримували, можливо, просто вибираючи кандидатку, при цьому не показуючи саму персону, яку могли в будь-який момент замінити іншою. В результаті кар'єра Мілени пішла в гору після значного успіху платівок «Дівчина „Клану“».

## Пісні
1. La ragazza del clan («I Ribelli»)
2. Due tipi come noi
3. Autostop (Джино Сантерколе)
4. E voi ballate
5. Charlie Brown (Лоренцо Пілат)
6. Ringo
7. Operazione cosmo (Джино Сантерколе і Дон Бакі)
8. Sono un simpatico (Дон Бакі)
9. L'amore
10. La ragazza del clan («I Ribelli»)
11. La festa

## Джерело
1. ↑  Adriano Clan. torrentino.online. Архів оригіналу за 6 серпня 2017. Процитовано 22 жовтня 2016. (рос.)
2. ↑  Адриано Челентано. Календарь за 1965 год. celentano.ru. Архів оригіналу за 22 жовтня 2016. Процитовано 22 жовтня 2016. [Архівовано 2016-10-22 у Wayback Machine.] (рос.)
3. ↑  Адриано Челентано. Неисправимый романтик и бунтарь. Ірина Файт. 2013. Архів оригіналу за 16 березня 2017. Процитовано 22 жовтня 2016. {{cite book}}: Проігноровано |website= (довідка) [Архівовано 2017-03-16 у Wayback Machine.] (рос.)
4. ↑  Ирина Файт Адриано Челентано. Неисправимый романтик и бунтарь [Архівовано 12 жовтня 2020 у Wayback Machine.] litmir.me Процитовано 12 жовтня 2020 (рос.)